# Cantonul Biarritz-Est
Cantonul Biarritz-Est este un canton din arondismentul Bayonne, departamentul Pyrénées-Atlantiques, regiunea Aquitania, Franța.